# أوغستين لوران
أوغستين لوران (بالفرنسية: Augustin Laurent)‏ هو سياسي فرنسي، ولد في 9 سبتمبر 1896 في فرنسا، وتوفي في 1 أكتوبر 1990 في ليل في فرنسا. حزبياً، نشط في French Section of the Workers' International ‏ والحزب الاشتراكي. وقد انتخب وزير دولة ‏ وانتخب رئيس بلدية ‏ عن دائرة ليل وانتخب نائب فرنسي.